# 颱風韋森特
颱風韋森特（英語：Typhoon Vicente，國際編號：1208，聯合颱風警報中心：WP092012，菲律賓大氣地球物理和天文服務管理局：Ferdie）為2012年太平洋颱風季第8個被命名的熱帶氣旋。「韋森特」一名乃由美國提供，為查摩洛族的男性名稱之一。韋森特進入南海後受鞍形氣壓場影響而停留15小時，然後採取比所有官方氣象部門的預測都更偏北的路徑移動，更發展出「熱塔」現象導致爆發性增強；最終韋森特以巔峰強度正面吹襲珠江口，成為港澳地區繼1999年颱風約克後最矚目的風災，它令香港天文台發出接近13年以來的首個十號颶風信號，亦令澳門氣象局懸掛同樣是接近13年以來首次的九號風球。
「韋森特」於2015年第47屆颱風委員會年度會議上被通過除名，並由「蘭恩」取代，但除名原因與韋森特在珠江口一帶引發的災情無關，而是與東北太平洋熱帶氣旋命名表產生同名衝突。這是繼翰文、庫都、欣欣、婷婷、彩蝶之後，第6個「技術性調整下除名」的名稱（即純粹以名稱本身因素而除名的西北太平洋熱帶氣旋名稱）。

## 發展過程

### 形成及橫過巴林坦海峽
2012年7月17日至18日，一對流區在菲律賓以東海域脫離強烈熱帶風暴卡努的環流，並獨立發展成另一低壓區，美國海軍研究實驗室給予擾動編號92W。於7月18日晚上9時，日本氣象廳將其升格為熱帶低氣壓。7月19日凌晨4時45分，香港天文台表示「菲律賓以東海域的一個低壓區正為該區帶來不穩定天氣」。
7月20日上午9時，日本氣象廳對其發出烈風警告。香港天文台在同日上午9時45分表示「呂宋鄰近海域的氣壓頗低，一個熱帶低氣壓似乎在形成中」，並在下午1時正把該低壓區升級為熱帶低氣壓。下午2時，聯合颱風警報中心對該系統發出熱帶氣旋形成警報；同時菲律賓大氣地球物理和天文管理局把該低壓區升為熱帶低氣壓，並命名為「Ferdie」。該熱帶低氣壓採取西北偏西路徑，晚上橫過巴林坦海峽。受到垂直風切變影響，其低層環流中心一度暴露，甚至出現3個循環中心。

### 於南海北部停滯不前
7月21日，在副熱帶高壓及華南上空反氣旋支配下，該系統以時速18至25公里向西移動，進入南海東北部；而由於垂直風切變減弱，該系統的低層環流中心重新被中心密集雲團覆蓋，循環中心亦由3個回復至1個，但當日該系統的組織仍然較為鬆散。聯合颱風警報中心在凌晨2時將其升格為熱帶低氣壓，給予熱帶氣旋編號09W。晚上9時，日本氣象廳將其升格為熱帶風暴，並給予國際編號1208，命名為韋森特。香港天文台亦在同日晚上11時45分把韋森特升格為熱帶風暴，而聯合颱風警報中心則要到7月22日凌晨2時才把韋森特升格為熱帶風暴，稍慢於其他部門。
受到華南上空反氣旋影響，南海北部一直處於高溫天氣情況，連帶海水溫度亦高於攝氏30度。然而赤道反氣旋在7月22日出現，與副熱帶高壓脊形成鞍形氣壓場，令韋森特失去引導氣流而明顯減速移動，在香港之東南偏南約350公里停滯不前，而此位置正正是早前受華南上空反氣旋影響下的其中一區。受到炎熱海水為韋森特供應大量潛熱，水深數十米處的水溫仍然偏高，即使對流作用令海水上翻，仍足以為韋森特提供龐大能量之下，其組織在停滯的15小時內不斷整合並大幅改善；加上該區持續多日垂直風切變微弱、低層輻合和高空輻散良好，對韋森特的發展非常有利，這個優良環境為韋森特翌日出現急劇增強埋下伏筆。

### 突然北移且急劇增強

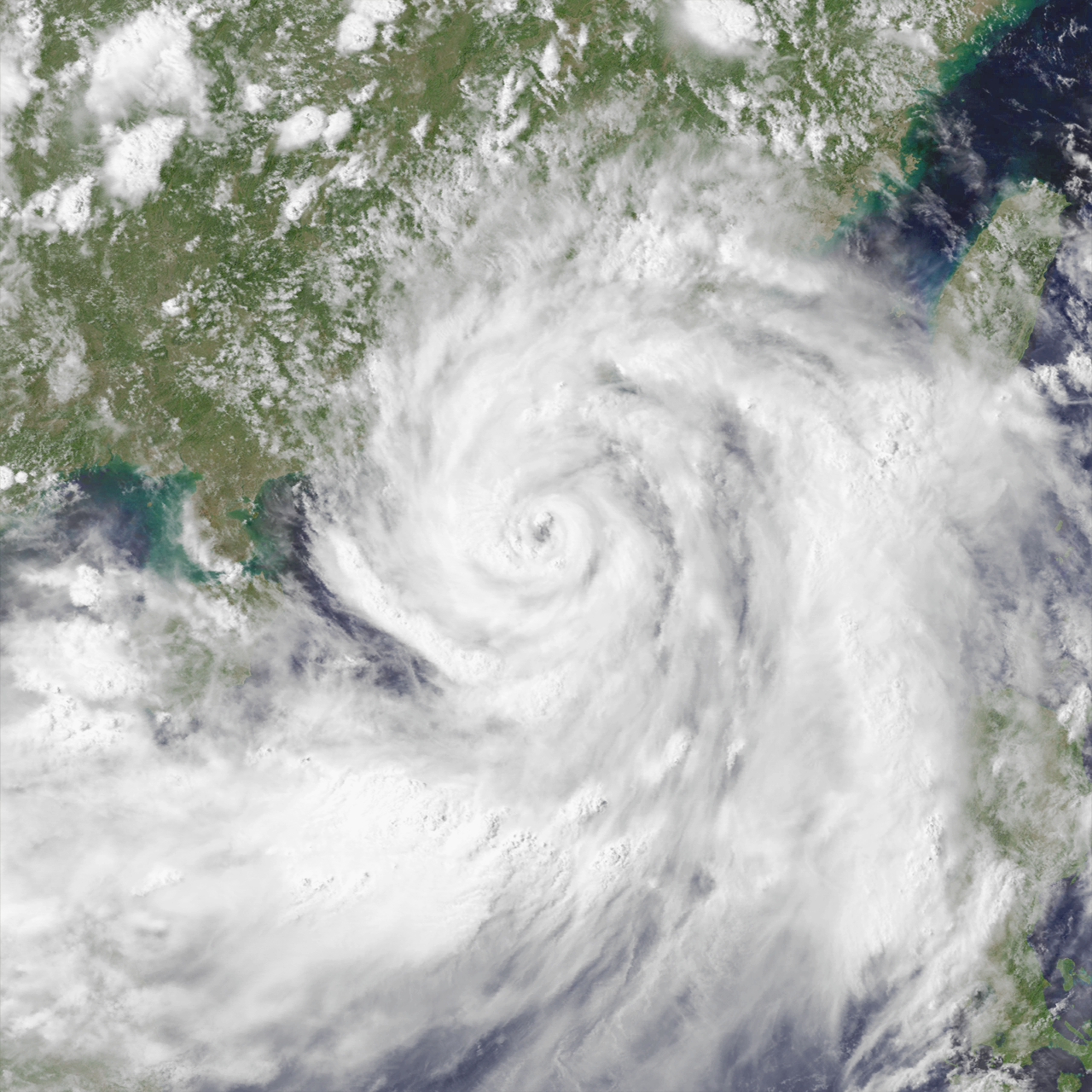
強烈熱帶風暴韋森特在7月23日早上開始增強

7月23日上午，韋森特開始快速增強，風眼逐漸形成，日本氣象廳與香港天文台分別於凌晨3時正及3時半將其升格為強烈熱帶風暴；而韋森特顯著增強時，亦產生強大內力，導致韋森特在引導氣流仍然微弱的情況下，以時速8至10公里向北移動，逼近珠江口。上午10時，中國國家氣象中心率先將其升格為颱風，升格前35分鐘南海一個接近此風暴中心的石油平台曾經錄得每秒36.7米（每小時132公里，達颶風程度）的2分鐘平均風速。當日下午，赤道反氣旋減弱，副熱帶高壓脊向西伸展，引導氣流加強，令韋森特逐步恢復每小時20公里的移動速度；但韋森特此時的內力已經非常強大，結果韋森特沒有如預期般立即恢復偏西路徑，而只是逐漸改向西北至西北偏北移動，入夜後直逼珠江口及其西面沿岸。聯合颱風警報中心在當日下午3時將其升格為颱風；而香港天文台在下午1時55分把韋森特升格為颱風，更在晚上11時49分表示韋森特已增強為強颱風，中心附近最高十分鐘平均風速由每小時130公里直接上調至每小時155公里。差不多同一時間，聯合颱風警報中心把韋森特的接近中心最高持續風速由70海浬（約每小時130公里）大幅上調至115海浬（約每小時215公里），對應美國薩菲爾-辛普森颶風等級，即相當於由1級颱風直接升為4級颱風。香港天文台首次使用「急劇增強」字眼及首次把熱帶氣旋中心風力直接上調超過每小時20公里，加上聯合颱風警報中心將其中心風力大幅上調超過每小時80公里，可見韋森特的爆發增強異常急劇。不過日本氣象廳要到當晚9時，才把韋森特由強烈熱帶風暴升格為颱風，較其他氣象部門滯後。
從香港天文台的雷達回波圖像可見，韋森特發展出一個清晰可見的風眼；而香港天文台事後在韋森特報告中亦指出：「（7月23日）入夜後，雷達及閃電位置圖像顯示韋森特風眼壁附近出現非常強烈的對流，其雲頂高度超過15公里，直達對流層頂部，並伴隨有雲對地閃電，顯示上升運動轉趨劇烈」。異常強烈對流出現後數小時，即當晚接近午夜，韋森特便由颱風「急劇增強為強颱風」。天文台亦在報告中首次公開雷達反射率圖片，證實韋森特眼壁附近的確出現異常強烈對流及劇烈上升運動，把雲中水點抬升至對流層頂部。根據美國太空總署對韋森特的研究報告，該「非常強烈的對流」就是「熱塔」——一個高聳得最少直達對流層頂部（雲頂高度14.5公里或以上）的積雨雲或「塔狀積雲」，內含大量潛熱。這「非常強烈的對流」，配合韋森特中心密集雲團發展至「雲頂高度超過15公里」，符合「熱塔」特徵。美國太空總署亦指出，「熱塔」的出現是熱帶氣旋爆發增強的先兆，出現「熱塔」的熱帶氣旋在9小時內爆發增強的機會，為沒有發展「熱塔」的熱帶氣旋之2倍；而按聯合颱風警報中心之數據，是次發現「熱塔」後，韋森特在6小時之內便由1級颱風爆發增強為4級颱風，接近中心最高持續風速（以1分鐘平均風速計算）由70海浬暴升至115海浬。

### 直襲珠江口西面
7月24日，韋森特正面吹襲珠江口，並直逼珠江口以西沿岸，為珠江三角洲及廣東西部沿岸多處帶來颶風；而登陸後韋森特急速減弱，風眼被快速填塞。凌晨4時15分，韋森特在中國廣東省江門市台山市赤溪鎮沿海附近登陸，香港天文台在凌晨4時45分表示「韋森特已減弱為颱風，並在台山附近沿岸登陸」。由於韋森特登陸並轉趨減弱，其內力亦隨之轉弱，韋森特再次受副熱帶高壓脊影響，改向西北偏西移動，並加速至每小時22公里，掠過廣東西部。日本氣象廳在上午9時正將其降格為強烈熱帶風暴；香港天文台緊隨其後，在上午9時45分將其降格為強烈熱帶風暴，再於5小時後，即下午2時45分將其進一步降格為熱帶風暴。日本氣象廳在晚上9時亦將其降格為熱帶風暴。韋森特在晚上再改向西或西南偏西移動，並進一步加速至每小時25公里，移入廣西。
7月25日凌晨，韋森特快速橫過廣西。香港天文台在凌晨12時45分將其降格為熱帶低氣壓，而日本氣象廳則在凌晨3時將其降格為熱帶低氣壓。當日早上，韋森特進入越南北部，並改向西南移動。在炎熱而潮濕的西南季候風支援下，韋森特減弱速度放緩，維持強度至中午過後；香港天文台在下午4時15分才將其降格為低壓區。但受韋森特殘餘雨帶與一道廣闊季風槽共同影響，華南地區及越南天氣仍然持續惡劣，連場大雨繼續影響華南及越南達3日之久；直至7月28日，韋森特殘餘低壓區及廣闊季風槽終告消散，一道高壓脊在中國東南部建立，華南天氣開始逐漸好轉。

## 影響

### 菲律賓
當地發出之最高風暴信號：一號風暴信號
菲律賓大氣地球物理和天文服務管理局針對呂宋島的11個省份發出一號風暴信號。在此期間，甚至針對馬尼拉以及周圍省份發布紅色預警，當地機場和碼頭亦被告知，表示空中以及海上能見度為0。而強風警報亦於同一時間發出。
由於再加上西南季風增強的緣故，韋森特在呂宋島以及米沙鄢群島等地引起廣泛暴雨與強風。7月20日，當地高中以下之學校亦因其帶來的嚴重水災而停課，當地居民亦被告知往高處避難。韋森特造成菲律賓最少2死、6人失蹤。

### 中國大陸
當地發佈之最高颱風預警信號：颱風橙色預警信號
韋森特在21日移入南海，並在晚上增強為熱帶風暴，中國國家氣象中心在22日早上6時正發佈颱風藍色預警信號。雖然韋森特之後移動漸變緩慢，但是增強為強熱帶風暴，國家氣象中心在半日後、即下午6時正發佈颱風黃色預警信號。23日韋森特開始北移，並進一步加強為颱風，中國國家氣象中心在上午10時正發佈颱風橙色預警信號。24日凌晨韋森特以巔峰強度登陸台山，但國家氣象中心未有如香港天文台般把韋森特升格為強颱風，亦沒有發佈代表颶風風力的颱風紅色預警信號；直至事後發佈最佳路徑，才把韋森特補升為強颱風。國家氣象中心在24日上午10時改發颱風黃色預警信號。

#### 廣東
當地發佈之最高颱風預警信號： 颱風紅色預警信號
受到韋森特的外圍環流影響，全省天氣酷熱，共有29個省發佈了高溫橙色預警信號，而始兴則錄得全省最高氣溫攝氏38.3度。廣東省預料將受到此風暴影響，故多個市鎮均已經發出熱帶氣旋警告信號。廣東省氣象局由2012年7月21日晚上10時正起啟動氣象災害（颱風）3級應急響應，並於7月23日上午8時正升為氣象災害（颱風）2級應急響應，再於同日下午3時升為1級。同時，受此熱帶氣旋的環流影響，廣東省多處有大暴雨，全省發佈暴雨橙色預警。7月24日凌晨4時15分，韋森特在江門市台山市赤溪鎮登陸，中心最大風力達13級。從午夜12時左右起，珠三角各地已感到韋森特的威力。深圳、珠海、廣州等城市狂風大作，不少道路樹木被連根拔起，街邊廣告牌倒塌。24日早上8時許，暴雨大風仍肆虐廣州，黃埔大道等隧道水浸。深圳受狂風襲擊，全市3,000多樹木被強風吹倒，造成交通擁堵，某小區一棵五層樓高、直徑近一米大樹被連根拔起。深圳機場因颱風影響，23日晚取消進出港航班120個，備降5架次。為保安全，廣州至珠海城際動車24日早上暫時停運，武廣高鐵粵北段運行速度限制在每小時160公里，廣深高鐵限速每小時120公里。鐵路運輸至昨午開始恢復正常；瓊州海峽因打風客運暫停，滯留旅客二萬多人。7月24日，深圳皇崗口岸貨櫃車大排長龍，堵上廣深高速，綿延達數公里。韋森特造成廣東省3人死亡、6人失蹤，其中珠海高欄港經濟區2名工人被大風吹倒的龍門砸死，佛山南海一名工人於24日凌晨在夢中被吹起的膠瓦擊中傷重不治。高欄港東大堤一養殖戶棚屋被巨浪沖倒導致3人失蹤，汕尾亦有3人失蹤。當局緊急轉移安置70,200人，農作物受災面積13,580公頃，倒塌房屋504間，直接經濟損失1.84億元人民幣。鄰省海南海口市主城區也遭水浸。

#### 海南
當地發佈之最高颱風預警信號： 颱風黃色預警信號

#### 廣西
當地發佈之最高颱風預警信號： 颱風黃色預警信號
而儘管韋森特移入廣西，其強度已大不如前，不過其所帶來的洪水破壞，就共有1886間房屋被毀，18690公頃農作物（46100英畝）失收。全自治區損失達到9210萬元（當時折合約1440萬美元）。而於此地鄰近的貴州省，當地暴雨不斷加劇，並導致4人罹難，有400多間房屋被毀，17800公頃（44000英畝）的農作物遭破壞，經濟損失達1.3億元人民幣（當時折合約2040萬美元）。

### 香港
- 當地發出之最高熱帶氣旋警告信號： 十號颶風信號
- 最接近當地時間：2012年7月24日凌晨1時至2時
- 最接近當地位置：香港天文台總部之西南約100公里（正面吹襲；破風暴中心距離香港天文台總部最遠之十號信號紀錄）

### 澳門
- 當地懸掛之最高熱帶氣旋信號：  九號風球
- 當地發出之最高風暴潮警告：紅色風暴潮警告
- 最接近當地時間：7月24日凌晨3時
- 最接近當地位置：澳門氣象局總部之西南偏南約40公里（正面吹襲）

### 越南
韋森特的外圍雨帶影響越南。在7月25日早上8時以熱帶低氣壓的強度進入越南北部的高平省，之後進一步南下減弱為低壓區，侵襲越南北部山區山羅省、河江省、奠邊省和老街省。韋森特在越南北部引發洪水和山泥傾瀉，共造成11人死亡，350棟建築毀損，1200公頃的農田受淹。

## 熱帶氣旋警告使用紀錄

### 菲律賓
| 菲律賓大氣地球物理和天文服務管理局 風暴信號 | 菲律賓大氣地球物理和天文服務管理局 風暴信號 | 菲律賓大氣地球物理和天文服務管理局 風暴信號 |
| ------------------------------------------- | ------------------------------------------- | ------------------------------------------- |
| 上一熱帶氣旋                                | 一號風暴信號                                | 下一熱帶氣旋                                |
| 熱帶風暴杜蘇芮                              | 一號風暴信號                                | 颱風蘇拉                                    |

### 中國大陸
| 中國國家氣象中心 颱風預警信號 | 中國國家氣象中心 颱風預警信號 | 中國國家氣象中心 颱風預警信號 |
| ----------------------------- | ----------------------------- | ----------------------------- |
| 上一熱帶氣旋                  | 颱風藍色預警信號              | 下一熱帶氣旋                  |
| 熱帶風暴杜蘇芮                | 颱風藍色預警信號              | 颱風蘇拉                      |
| 熱帶風暴杜蘇芮                | 颱風黃色預警信號              | 颱風蘇拉                      |
| 颱風納沙                      | 颱風橙色預警信號              | 颱風蘇拉                      |

### 香港
| 香港天文台 熱帶氣旋警告信號 | 香港天文台 熱帶氣旋警告信號 | 香港天文台 熱帶氣旋警告信號 |
| --------------------------- | --------------------------- | --------------------------- |
| 上一熱帶氣旋                | 一號戒備信號                | 下一熱帶氣旋                |
| 熱帶風暴杜蘇芮              | 一號戒備信號                | 颱風啟德                    |
| 熱帶風暴杜蘇芮              | 三號強風信號                | 颱風啟德                    |
| 熱帶風暴杜蘇芮              | 八號東北烈風或暴風信號      | 強烈熱帶風暴苗柏            |
| 熱帶風暴杜蘇芮              | 八號東南烈風或暴風信號      | 颱風啟德                    |
| 熱帶風暴杜蘇芮              | 八號烈風或暴風信號          | 颱風啟德                    |
| 颱風莫拉菲                  | 九號烈風或暴風風力增強信號  | 超強颱風天鴿                |
| 颱風約克                    | 十號颶風信號                | 超強颱風天鴿                |

### 澳門
| 地球物理暨氣象局 熱帶氣旋信號 | 地球物理暨氣象局 熱帶氣旋信號 | 地球物理暨氣象局 熱帶氣旋信號 |
| ----------------------------- | ----------------------------- | ----------------------------- |
| 上一熱帶氣旋                  | 一號風球                      | 下一熱帶氣旋                  |
| 熱帶風暴杜蘇芮                | 一號風球                      | 颱風啟德                      |
| 熱帶風暴杜蘇芮                | 三號風球                      | 颱風啟德                      |
| 颱風納沙                      | 八號東北風球                  | 颱風尤特                      |
| 熱帶風暴杜蘇芮                | 八號東南風球                  | 颱風啟德                      |
| 熱帶風暴杜蘇芮                | 八號風球                      | 颱風啟德                      |
| 颱風約克                      | 九號風球                      | 颱風天鴿                      |

## 外部連結
- （日語）日本氣象廳：1208最佳路徑圖 （页面存档备份，存于）、2012年熱帶氣旋最佳路徑數據 （页面存档备份，存于）
- （英文）美國聯合颱風警報中心：09W最佳路徑數據 （页面存档备份，存于）
- （简体中文）中國中央氣象台：強颱風韋森特最佳路徑（待查）
- （繁體中文）台灣中央氣象局：颱風資料庫——[永久]
- （繁體中文）香港天文台：報告 （页面存档备份，存于）、韋森特襲港期間發出的八號或以上熱帶氣旋警告 （页面存档备份，存于）、《2012熱帶氣旋年刊》 （页面存档备份，存于）、實時天氣稿（7月19日 （页面存档备份，存于）－20日 （页面存档备份，存于）－21日 （页面存档备份，存于）－22日 （页面存档备份，存于）－23日 （页面存档备份，存于）－24日 （页面存档备份，存于）－25日 （页面存档备份，存于））
- （繁體中文）澳門地球物理暨氣象局：2012熱帶氣旋年報——颱風韋森特
- （英文）菲律宾大气地球物理和天文管理局：2012年熱帶氣旋路徑年報 （页面存档备份，存于）